# Бородинское (Ленинградская область)
Бородинское (до 1948 года Сайрала, фин. Sairala) — посёлок в Каменногорском городском поселении Выборгского района Ленинградской области.

## Название
На основании решения сессии 2-го созыва Сайральского сельсовета 20 января 1948 года деревня Сайрала получила наименование Бородино с обоснованием: «в память погибшего в 1944 году гвардии майора Бородина». 
Бородин Иван Акимович, 1919 года рождения, начальник штаба 1269-го стрелкового полка 382 стрелковой дивизии, умер от ран в полевом госпитале 5 сентября 1944 года. Был похоронен в деревне Мялькёля.  
Окончательно переименование в форме Бородинское было закреплено указом Президиума ВС РСФСР от 1 октября 1948 года.

## История

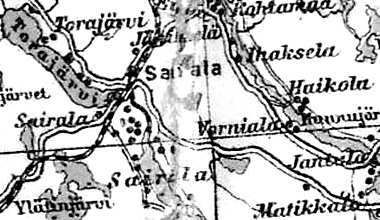
Деревня Сайрала на финской карте 1923 года

До 1939 года деревня Сайрала входила в состав волости Кирву Выборгской губернии Финляндской республики.
С 1 января 1940 года — в составе Карело-Финской ССР.
С 1 августа 1941 года по 30 июня 1944 года финская оккупация.
С 1 ноября 1944 года — в составе Сайральского сельсовета Яскинского района.
С 1 октября 1948 года учитывается административными данными, как деревня Бородинское в составе Бородинского сельсовета Лесогорского района. В ходе укрупнения к деревне были присоединены соседние селения Туомала и Яникселя.
С 1 декабря 1960 года — в составе Выборгского района.
В 1961 году население деревни составляло 1065 человек. 
По данным 1966 и 1973 годов посёлок Бородинское являлся административным центром Бородинского сельсовета.
По данным 1990 года посёлок Бородинское являлся административным центром Бородинского сельсовета, в состав которого входили 11 населённых пунктов: посёлки Бородинское, Горское, Дымово, Зайцево, Залесье, Козлово, Маслово, Михалёво, Ручьи, Свободное, Холмово, общей численностью населения 1783 человека. В самом посёлке Бородинское проживали 550 человек.
В 1997 году в посёлке Бородинское Бородинской волости проживали 538 человек, в 2002 году — 511 человек (русские — 95 %), посёлок являлся административным центром волости.
В 2007 году в посёлке Бородинское Каменногорского ГП проживали 505 человек, в 2010 году — 494 человека.

## География
Посёлок расположен в северной части района на пересечении автодорог 41К-024 (Среднегорье — Топольки) и 41К-185 (Комсомольское — Приозерск) в месте примыкания к ним автодороги 41К-415 (Бородинское — Залесье).
Расстояние до административного центра поселения — 12 км. Расстояние до районного центра — 62 км.
В посёлке находится промежуточная железнодорожная станция Бородинское Октябрьской железной дороги на 60,4 километре перегона Красный Сокол — Хийтола линии Выборг — Хийтола. 
Посёлок находится на южном и восточном берегах Бородинского озера.

## Демография
| 2007 | 2010 | 2017 | 2021 |
| ---- | ---- | ---- | ---- |
| 505  | ↘494 | ↘487 | ↗677 |

## Улицы
1-й Вишнёвый проезд, 1-я Дружная, 2-й Вишнёвый проезд, 2-я Дружная, Аптечная, Береговая, Береговой проезд, Боровой проезд, Бородинский проезд, Выборгская, Говорова, Дружный проезд, Изогнутый проезд, Кирпично-Заводская, Короткий проезд, Ландышевый проезд, Малиновая, Машинная, Михалёвский переулок, Молодёжная, Новая, Озёрный тупик, Озёрная, Победы, Полевая, Проточный проезд, Ручейный проезд, Садовая, Сенной проезд, Солдатская, Спортивная.